# 指定派遣
指定派遣（英語：Designated for assignment，縮寫為），又譯為指定轉讓，是美國職棒大聯盟球員異動上的專有名詞。當一名球員被球隊指定派遣時，他就立即被移出40人名單（40-man roster）。如此球隊在名單上會多出一個空位可供其他調度，但必須在十天內決定如何處置該球員。以下是處置的方法：

## 將球員放上「讓渡名單」
通常球隊指定派遣球員後，為了讓該員降到球團底下的小聯盟（Minor League Baseball）球隊，所以將他放上讓渡名單（waivers）。但球員首先得通過讓渡名單（clear waivers），也就是沒有被其他球隊挑走，始能下放小聯盟。大聯盟資歷在5年以上的球員，球隊必須經他同意，才能指定他到小聯盟。若球員不同意，則球隊必須選擇釋出（release）他，或是繼續將他留在大聯盟。即使球員遭到釋出，球隊仍然必須依合約支付其薪資。

## 把球員交易
球員被指定派遣後，就有可能被球團交易(trade)。有些球隊刻意藉此吸引別隊對於此球員的注意，尤其是不在讓渡優先名單的球隊。舉例而言，2006年5月德州遊騎兵把中繼投手布來恩‧肖斯(Brian Shouse)指定派遣，並在4天後交易到密爾瓦基釀酒人。釀酒人可以等到肖斯被放上讓渡名單才要人，就不必拿出自己的球員來交換；但根據讓渡的規則，這樣選擇球員的權利就由美國聯盟13支球隊所共有。

## 釋出球員
如果球員通過讓渡名單且沒有被交易，就有可能被釋出。被釋出的球員即成為自由球員(free agent)，可以和大聯盟所有的30支球隊簽約，包括剛釋出他的那隊。通常簽下他的球隊只支付大聯盟保障薪資(按球季剩餘天數比例計算), 而釋出他的球隊必須支付原合約的薪資扣除新球隊薪資後的差額。